# Рањени орао (ТВ серија)
Рањени орао је српска телевизијска серија редитеља Здравка Шотре, емитована на РТС 1. Снимана је 2008. године у продукцији Кошутњак филма, по истоименом роману српске књижевнице Мир Јам.
Главна јунакиња је Анђелка Бојанић (Слобода Мићаловић), млада правница која у потрази за љубављу и својим местом у друштву долази у сукоб са конзервативним схватањима патријархалне средине. У свету у коме владају мушкарци, Анђелка својом добротом и племенитошћу савладава све препреке и проналази своју срећу.
Серија је постигла изузетну популарност током емитовања и стекла статус најгледаније српске серије икада. Од материјала из серије, монтиран је истоимени филм.

## Радња
Радња серије је смештена у Краљевини Југославији 1936. године, између два светска рата и усредсређује се на љубавни живот младе протагонисткиње Анђелке Бојанић, ратног сирочета које је одгајала тетка. Она се удаје за судију Тому Ђуровића, конзервативног Црногорца, али растају се након прве брачне ноћи. Разлог за крах њеног брака јесте што је изгубила невиност пре брака, док је током студирања била на летовању  (што је у то време била друштвени табу), с мушкарцем који је наводно касније умро пре него што су успели да развију своју везу. Њен муж, који је сазнао за ову везу тек након што се оженио њом, не може то да јој опрости и разводи се од ње. Анђелка се сели у Требиње јер је добила посао и како би побегла од оговарања у Београду. У Требињу упознаје нове људе са којима се зближава, али је сустижу и духови из прошлости. Неколико испреплетених линија радње укључује Анђелкиног пријатеља из детињства, Ненада Алексића, сада авијатичара, и његову породицу у Београду, и како их животне околности и судбина на крају спајају.

## Улоге
| Глумац                | Улога                                |
| --------------------- | ------------------------------------ |
| Слобода Мићаловић     | Анђелка Бојанић                      |
| Иван Босиљчић         | капетан Ненад Алексић                |
| Ненад Јездић          | Гојко Марић                          |
| Драган Николић        | Угљеша Кнежевић                      |
| Војин Ћетковић        | Томо Ђуровић                         |
| Маринко Маџгаљ        | Сафет Омеровић                       |
| Нела Михаиловић       | Надежда „Нада” Тодоровић             |
| Данијела Штајнфелд    | Донка                                |
| Даница Максимовић     | Савета                               |
| Јасмина Аврамовић     | Ружа Алексић                         |
| Тијана Чуровић        | Злата                                |
| Наташа Нинковић       | Вукица Марић                         |
| Андреа Весков         | Оливера Алексић                      |
| Ивана Поповић         | Невенка Митровић                     |
| Катарина Ралевић      | Разија Омеровић                      |
| Јана Милосављевић     | Фатима Омеровић                      |
| Јана Милић Илић       | Олга Нешић                           |
| Горан Даничић         | Судија Богдановић                    |
| Саша Јоксимовић       | Писар Дреновац                       |
| Јаков Јевтовић        | Писар Милосављевић                   |
| Милица Милша          | Загорка „Зага” Обрадовић             |
| Александра Ристић     | Војка Станковић                      |
| Бранка Пујић          | Зора Богдановић                      |
| Ива Штрљић            | Бранка                               |
| Милан Васић           | Маша                                 |
| Соња Јауковић         | Невенкина мајка                      |
| Катарина Жутић        | Анка „Анита” Ђуровић                 |
| Драго Чумић           | Господин Живковић                    |
| Стела Ћетковић        | Госпођа Живковић                     |
| Славиша Чуровић       | Света                                |
| Ксенија Зеленовић     | Ката                                 |
| Марко Јеремић         | Војин                                |
| Предраг Смиљковић     | Олгин отац                           |
| Бојана Ковачевић      | Олгина мајка                         |
| Владан Гајовић        | Томин рођак                          |
| Анкица Миленковић     | Томина газдарица                     |
| Јелица Сретеновић     | Фемка                                |
| Миљана Кравић         | Славка                               |
| Игор Илић             | Владимир                             |
| Милена Предић         | Јелка Бојанић                        |
| Теодора Јелисавчић    | Мала Анђелка Бојанић Јелкица Алексић |
| Филип Василијевић     | Мали Ненад Алексић                   |
| Славица Крсмановић    | Јања                                 |
| Милијанка Миливојевић | Марика                               |
| Дејана Миладиновић    | Газдарица Бишкуповић                 |
| Миодраг Фишековић     | Поручник Савић                       |
| Хана Јовчић           | Вида                                 |
| Андреа Мугоша         | Вера Ивковић                         |
| Ана Марковић          | Београђанка                          |
| Лена Цветковић        | Банаћанка Мара                       |
| Милена Николић        | Загрепчанка                          |
| Драгана Крунић        | Нишлијка                             |
| Бојан Кривокапић      | Авијатичар                           |
| Петар Ћирица          | Авијатичар                           |
| Соња Кнежевић         | Жена из суседства                    |

## Продукција
Продуцент Зоран Јанковић, власник и оснивач Кошутњак филма, откупио је 2007. године сценарио Здравка Шотре за серију Рањени орао, по истоименом роману Мир Јам. Јанковић и Шотра су претходно већ сарађивали на серији Волим и ја неранџе... но трпим и филму Где цвета лимун жут. Шотра је на идеју да напише сценарио дошао након што је погледао комичну представу по мотивима Рањеног орла у Атељеу 212, као и на предлог пријатеља. У фебруару 2008. је послата званична понуда Радио-телевизији Србије да заједно раде пројекат, што су они прихватили. Припреме за снимање су кренуле у мају 2008, а само снимање је трајало од 12. јула до новембра 2008. године. Снимано је на преко деведесет локација, највише у Београду и околини, Требињу и Росама. У екипи је било око 50 људи, а у серији се појавило око 100 глумаца, које су бирали Шотра и Слободан Терзић.
Иако се у роману Анђелка због посла преселила у Македонију, Шотра је тај део радње преместио у своје родно Требиње, јер је „веома пиктурално, са веома лепим пејзажима и веома лепим, очуваним старим градским језгром”. „Анђелкина капија” у Требињу је постала туристичка атракција, а занимљиво је да се двориште у које је Анђелка улазила налази у Београду, у Бирчаниновој улици. Вила породице Марић у Требињу је заправо Вила Ластва (Титова вила), а позната Катинкина филмска кућа у Београду у серији је „глумила” Невенкину кућу. Сцене ентеријера требињског суда снимљене су у Легату Војислава М. Јовановића-Марамбоа.

## Пријем
Серија је премијерно приказана 22. децембра 2008. године. Већ прва епизода је забележила високу гледаност, рејтингом од 26,5 и шером од 49,3. Серија је емитована четири пута недељно, а гледаност је наредним епизодама расла. Рејтинг претпоследње епизоде износио је 35,6, а последње рекордних 40,2. Последњу епизоду 15. јануара 2009. гледало је 3,3 милиона људи, што је учинило Рањени орао најгледанијом српском серијом свих времена. На захтев гледалаца, реприза серије у ударном термину почела је 27. јануара 2009, свега 12 дана након завршетка премијерног емитовања, што је рекорд за најбржу репризу. Реприза је такође постигла високу гледаност; њен рејтинг у првој епизоди износио је 23,3.
Душка Вучинић, ПР РТС-а, описала је Рањени орао као „друштвени феномен”, који је довео до поновног штампања романа Мир Јам и писања фељтона о начину живљења и системима вредности времена у које је серија смештена. Серија је Анђелкиним одевним комбинацијама такође изазвала интересовање за моду 1930-их, највише еспадриле и панталоне с високим струком. Такозвану „Анђелкину капију” у Требињу годишње посети хиљаде туриста. Рањени орао је до 2020. године репризиран 9 пута на РТС-у, као и више пута на кабловским каналима. Успех Рањеног орла довео је до још екранизација романа Мир Јам: Грех њене мајке, Непобедиво срце (које је такође режирао Шотра), Једне летње ноћи, Самац у браку.
Многи су анализирали и коментарисали серију и њен успех. Психолог Жарко Требјешанин изјавио је: „Данашњица је рационална, пуна сарказма и бездушности, а живот је усмерен ка успеху и заради, тако да народ чезне за романтизмом, жељан топлине. [...] Рањени орао представља неку врсту одушка и сатисфакције грађанима”. Културолошкиња Зорица Томић сматрала је да серију карактерише искреност у комуникацији која је данас ређе заступљена, рекавши да је тема серије „универзална, занимљива и сентиментална, показује постојање грађанске Србије између два рата, а грађани воле домаћу продукцију”. Други коментатори су такође нашли да је серија постигла велики успех и због засићења латиноамеричким теленовелама, као и због тога што публика „фаворизује” домаће пројекте. ТВ критичарка Бранислава Џунов приметила је да је „право освежење у серији то што нико не псује, а ликови говоре лепим, правилним језиком. Публику је серија привукла и зато јер заговара породични живот који мора да се негује и очува”. Џунов сматра и да је Рањени орао „пробудио осећања код гледалаца, јер се стиже до срећног краја упркос грешкама, а главна јунакиња за своје поштење добија награду — породицу”. Пишући за Нову српску политичку мисао, Никола Танасић је хвалио Шотрино умеће да публику „увуче” у време у ком се радња одвијала, језик којим се говори у серији, глумце (поготово Мићаловићеву, Ћетковића, Маџгаља, Нинковићеву и нарочито Јездића), додавши да је серија далеко више од теленовеле и да је њена тематика „дубља и тежа од просечног ТВ љубића.” Додао је да је серија „освежење после превише много суморних серија о суморној свакодневици” и „само један од показатеља оживеле локалне ТВ продукције на српском језику.” Иако су критиковани „развлачења сцена, недостатак новца, непостојани акценти и продукциони гафови”, рецензија на порталу Popboks навела је да Рањени орао „пружа сасвим задовољавајуће гледалачко искуство намењено најширем аудиторијуму”, описавши га као „достојанствену ТВ романсу” која „испод својих крила чува систем давно заборављених вредности који у данашњем времену [...] делује као мелем на рану друштва које је изгубило тачке моралног упоришта”.

## Филм
Двосатни филм је направљен од сцена из серије и од снимљених делова који нису ушли у серију. Премијера је одржана 24. априла 2009. у Сава центру у Београду.

## Награде
| Награда                | Датум            | Категорија                                         | Добитник(ци)                      | Резултат | Реф.          |
| ---------------------- | ---------------- | -------------------------------------------------- | --------------------------------- | -------- | ------------- |
| Филмски сусрети у Нишу | 28. август 2009. | Глумачки пар године                                | Слобода Мићаловић и Иван Босиљчић | Освојено | [ 16 ] [ 17 ] |
| Оскар популарности     | 9. фебруар 2010. | Глумица године                                     | Слобода Мићаловић                 | Освојено | [ 18 ]        |
| Оскар популарности     | 9. фебруар 2010. | Серија године                                      | Рањени орао                       | Освојено | [ 18 ]        |
| Федис                  | октобар 2014.    | Златна антена за најгледанију епизоду свих времена | Кошутњак филм                     | Освојено | [ 1 ]         |